# Sarah Josepha Hale
Sarah Josepha Buell Hale (Newport, 24 de octubre de 1788 - Filadelfia, 30 de abril de 1879) fue una escritora en lengua inglesa y la primera mujer estadounidense en ser editora de una importante revista femenina. Es la autora de la canción infantil "Mary had a Little Lamb". También fue conocida por haber iniciado la campaña a favor de la creación de la fiesta del Día de Acción de Gracias de los EE.UU.

## Primeros años

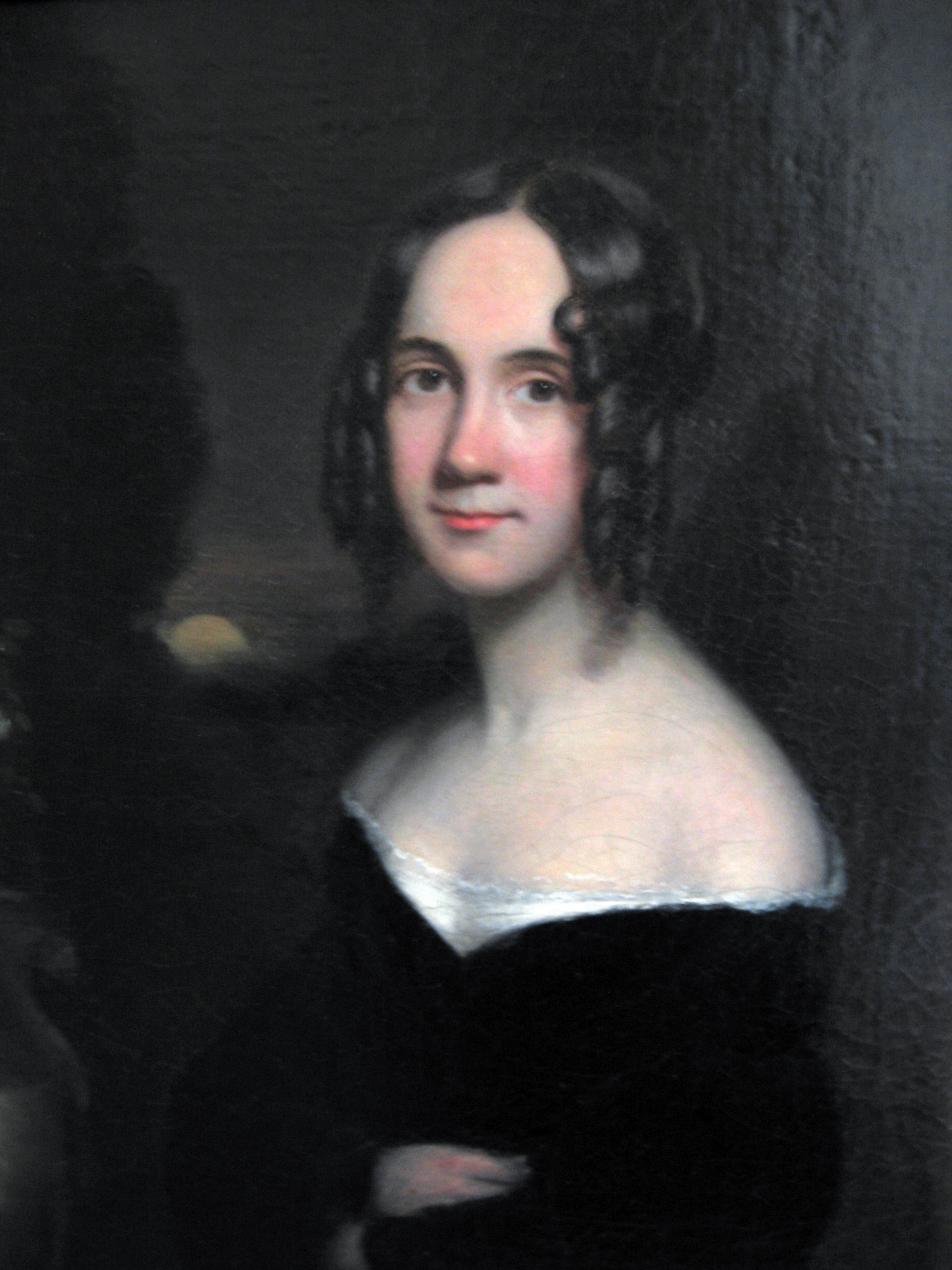
Sarah Josepha Hale, pintura por James Reid Lambdin de aproximadamente 1831.

Sarah Josepha Buell nació en Newport, Nueva Hampshire. Sus padres Gordon Buell y Martha Whittlesay creían en la educación igual para ambos géneros, y ante la imposibilidad de recibir estudios superiores por ser mujer, fue educada en casa por su madre y su hermano mayor Horatio quién había asistido a la Universidad de Dartmouth, completó su formación autodidácticamente hasta llegar a ser maestra de primaria. En 1811 conoció al abogado David Hale con quien se casó el 23 de octubre de 1813 y tuvo cinco hijos: David (1815), Horacio (1817), Frances (1819), Sarah (1820) y William (1822). David Hale murió en 1822, y a partir de entonces ella vistió de negro el resto de su vida como señal de luto.

## Carrera

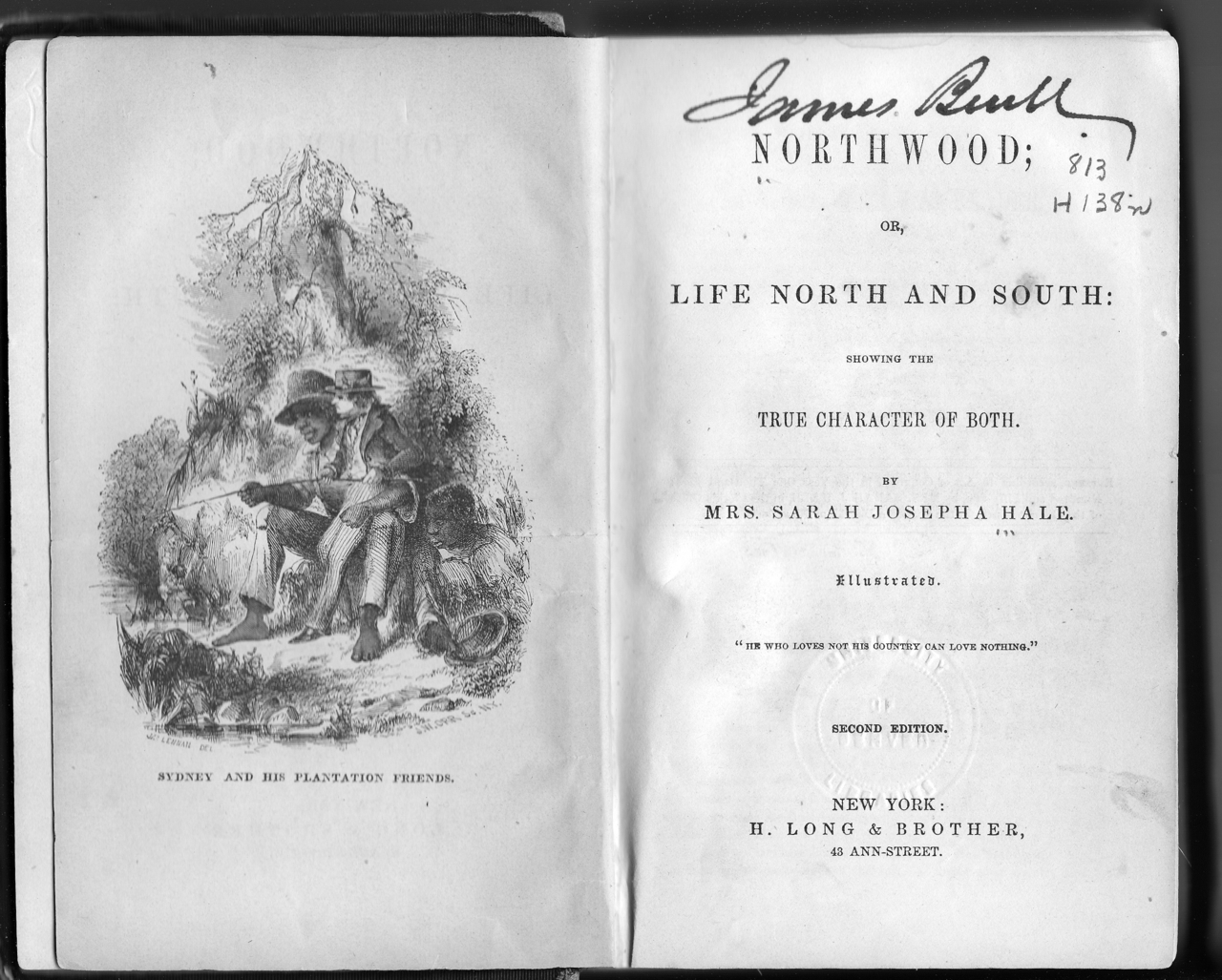
Primera página de la novela Nortwoods publicada en los EE. UU.

En 1823 publicó una colección de sus poemas con el título The Genius of Oblivion. Cuatro años más tarde, en 1827, publicó su primera novela, en los EE. UU. con el título Northwood: Life North and South y en Inglaterra con el título A New England Tale. Fue una de las primeras novelas que trataban el tema de la esclavitud y a la vez mostraba las virtudes de la Nueva Inglaterra la cual tenía que ser el modelo a seguir para la prosperidad nacional. La novela tuvo un éxito inmediato y apoyó la reubicación de los esclavos afroestadounidenses liberados en Liberia.
Llegó a ser una escritora afamada y se trasladó a Boston para ocupar el cargo de editora de la revista Ladies'Magazine, donde trabajó de 1828 hasta 1836. Mientras, en 1830 publicó la colección de Poems for Our Children la cual incluía la poesía "Mary Had a Little Lamb" que fue famosa en 1877 pues Thomas Edison la utilizó para hacer su primera grabación en su fonógrafo recientemente inventado.

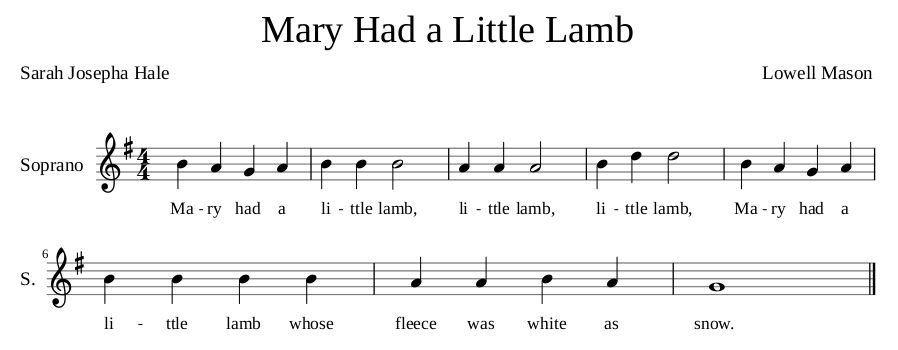
Partitura del poema musicado 'Mary Had a Little Lamb'

Paralelamente, en 1833 fundó la Seaman's Aid Society (Sociedad de Ayuda a los Marineros) que apoyaba a las familias de marineros de Boston que morían en el mar.
En 1837 fue la editora de la revista Godey's Lady's Book hasta 1877, en sus páginas publicaron diversas escritoras en prosa y poesía como Lydia Sigourney, Caroline Lee Hentz, Elizabeth F. Ellet, y Frances Sargent Osgood y también autores importantes de la época como Nathaniel Hawthorne, Oliver Wendell Holmes, Washington Irving, James Kirke Paulding, William Gilmore Simms, y Nathaniel Parker Willis. Durante este tiempo, la revista llegó a ser una de las más importante e influyentes y no tuvo competidoras significativas. La revista marcaba tendencias en la moda, pero no solo para la ropa de las mujeres, sino también en la decoración del hogar, la arquitectura, por ejemplo se publicaron planos de casas que fueron copiados por constructores de viviendas de todo el país. Durante este tiempo, escribió muchas novelas y poesías, publicando casi cincuenta volúmenes hasta el final de su vida.

## Muerte y años finales
Hale se retiró en 1877 a la edad de 89 años. Murió el 30 de abril de 1879 en Filadelfia y está enterrada en el Laurel Hill Cemetery.

## Creencias

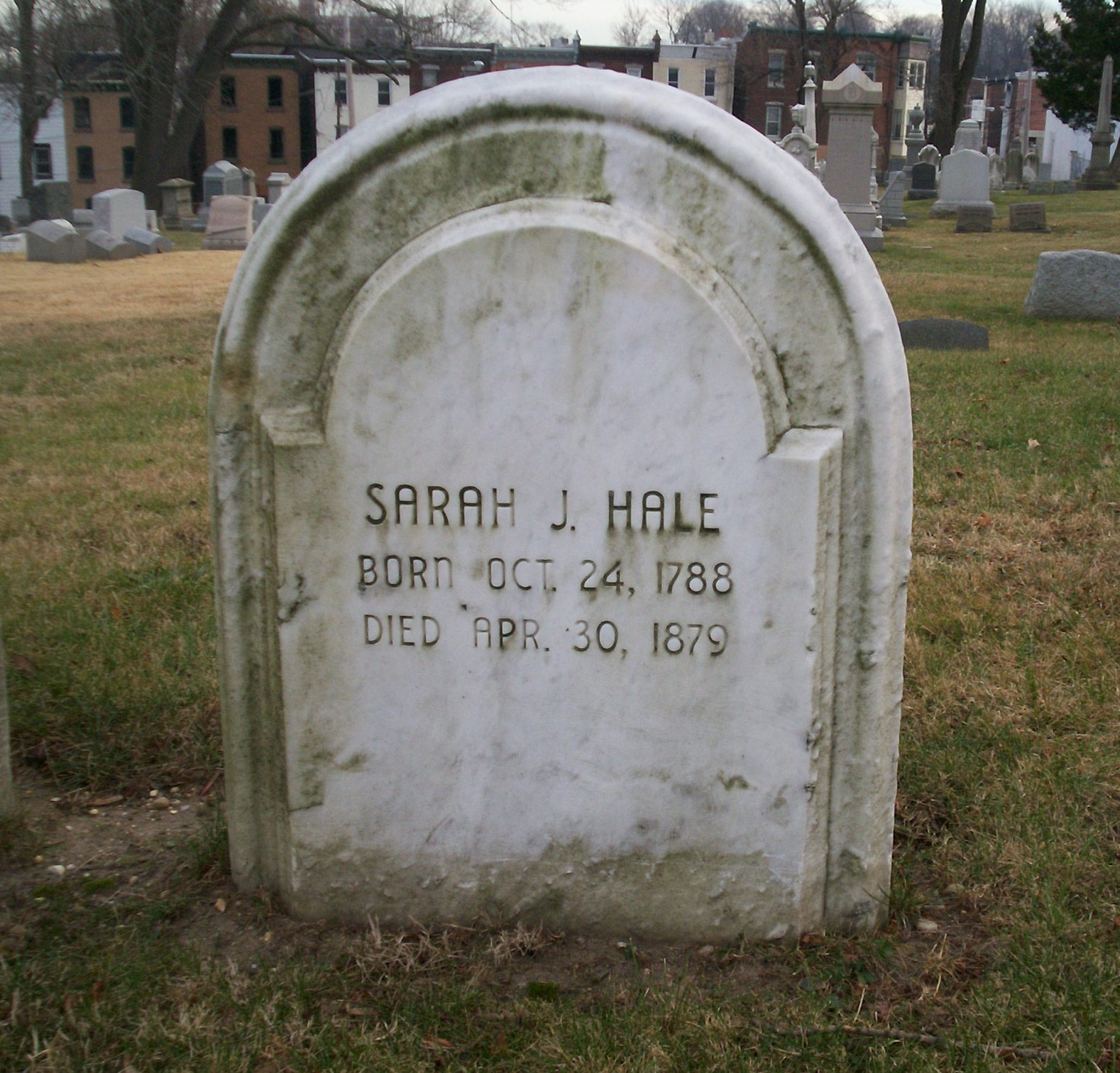
Lápida de Sarah Josepha Jalo en Laurel Hill Cemetery

Hale fue una editora que tuvo mucho éxito y fue muy popular, respetada como consejera para mujeres de clase media en asuntos de moda, cocina, literatura, y moralidad. Reforzó los estereotipos de género, concretamente en cuanto a las funciones domésticas de las mujeres y no apoyó el sufragio de las mujeres. Aun así, desde las páginas de la revista publicó artículos y editoriales sobre la educación de las mujeres, defendió la necesidad que recibieran una educación superior, y abogó para la fundación de universidades solo para mujeres, motivo por el cual ayudó a fundar la Vassar Universidad. En 1860 la Baltimore Female College le otorgó una medalla "por los servicios prestados en la causa de la educación femenina". También publicó las obras de Catharine Beecher, Emma Willard y otras que defendían de la educación de las mujeres.
Hale también fue una gran defensora de la nación norteamericana y utilizó las páginas de su revista para hacer campaña por una cultura estadounidense unificada.

## Legado

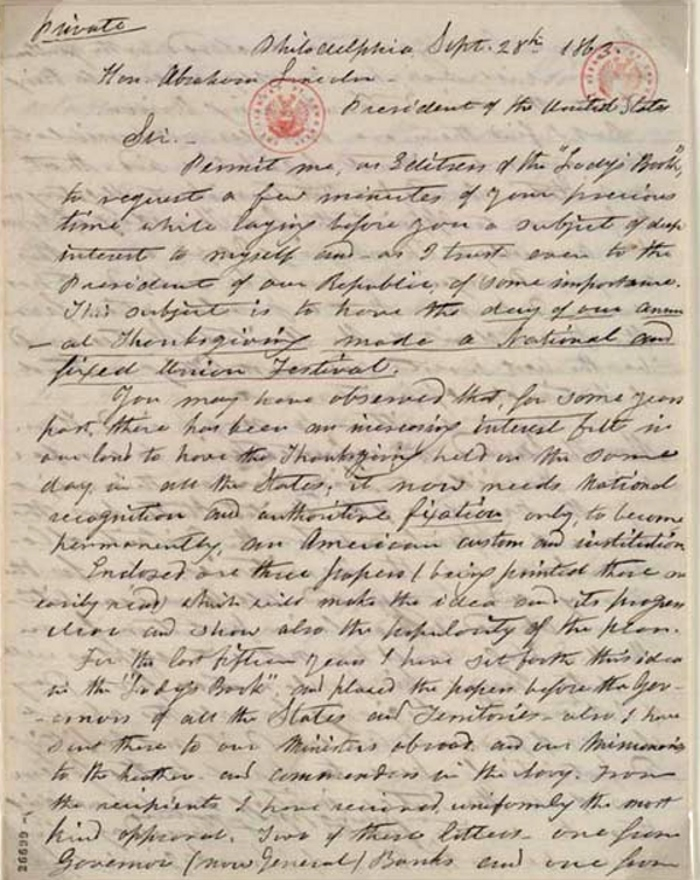
1863 carta de Hale a Lincoln sobre el Día de Acción de Gracias

Hale fue la mayor responsable de que el Día de Acción de Gracias fuese la fiesta nacional de los Estados Unidos, puesto que anteriormente solo se celebraba en Nueva Inglaterra, y en gran medida era inexistente en los estados del sur, ya que hasta mediados del siglo XIX cada estado tenía su fiesta nacional propia y las únicas fiestas nacionales que se celebraban en el conjunto de los Estados Unidos eran el nacimiento de George Washington y el Día de la Independencia. Su propuesta de unificar la fiesta nacional empezó en 1846 y duró 17 años antes de que lo consiguiera. Para encontrar apoyo en esta propuesta escribió cartas a cinco presidentes de los Estados Unidos: Zachary Taylor, Millard Fillmore, Franklin Pierce, James Buchanan, y Abraham Lincoln. Las cartas iniciales no consiguieron persuadir a ningún presidente, pero la carta que escribió a Lincoln lo convenció para apoyar esta iniciativa y finalmente en 1863 se estableció la nueva fiesta nacional que fue considerada un día de unión después de la guerra civil americana.
En el calendario litúrgico de la Iglesia Episcopal de los EE. UU., el 30 de abril es un día festivo en honor suyo en que se conmemora el legado Patrimonial de las Mujeres de Boston.

## Obras selectas
- The Genius of Oblivion; and Other Original Poems. J. B. Moore, 1823.
- Northwood. Bowles & Dearborn, 1827.
- Traits of American Life. E.L. Carey & A. Hart, 1835.
- Sketches of American character. H. Perkins, 1838.
- The Good Housekeeper. Weeks, Jordan, 1839.
- Northwood, or Life North and South. H. Long & Brother, 1852.
- Liberia; or, Mr. Peyton's Experiments (1853)
- Flora's Interpreter; or, The American Book of Flowers and Sentiments. B. Mussey, 1853.
- The new household receipt-book. T Nelson & Son, 1854.
- Woman's Record: or Sketches of All Distinguished Women, from Creation to A.D. 1854 Harper & Bros., 1855.
- Sarah Josepha Buell Hale. Aunt Mary's new stories for young people. J. Munroe & Company, 1849.
- Manners; or, Happy Homes and Good Society. J. E. Tilton and Company, 1868.